# Helicopsyche sigillata
Helicopsyche sigillata är en nattsländeart som beskrevs av Lazar Botosaneanu och Oliver S. Flint Jr. 1991. Helicopsyche sigillata ingår i släktet Helicopsyche och familjen Helicopsychidae. Inga underarter finns listade i Catalogue of Life.